# Isla Rey Jorge
La isla Rey Jorge, conocida en Argentina como isla 25 de Mayo y en Rusia como isla Waterloo, es la mayor de las islas Shetland del Sur en la Antártida. El angosto estrecho Fildes la separa de la isla Nelson, al suroeste.
Cuenta con tres grandes bahías: bahía Fildes (conocida como «Maxwell» en Inglaterra y «Guardia Nacional» en Argentina), Almirantazgo (o «Lasserre» en Argentina) y Rey Jorge (denominada «25 de Mayo» en Argentina). En el extremo oeste de la isla se encuentra la península Fildes, donde se emplazan las bases Gran Muralla (República Popular China), Escudero, Presidente Eduardo Frei Montalva (Chile), Bellingshausen (Rusia) y Artigas (Uruguay). Más del 90% de la superficie es hielo. Mide 95 km de largo por 25 de ancho y su altura máxima alcanza los 705 m.

## Historia
El primer avistamiento registrado de la isla fue hecho por el inglés William Smith en febrero de 1819, durante un viaje comercial de Buenos Aires a Valparaíso en el bergantín Williams luego de ser empujado al sur por los vientos del cabo de Hornos. Smith fue el primero que descubrió en forma confirmada y documentada las tierras antárticas y en otro viaje tomó posesión de las islas Shetland del Sur a nombre del rey Jorge III (de quién tomó el nombre) desembarcando en la isla Rey Jorge el 16 de octubre de 1819, llamándolas New South Britain. Edward Bransfield, acompañado por William Smith, el 16 de enero de 1820 repitió la ceremonia de toma de posesión en la bahía Rey Jorge de la isla Rey Jorge a nombre del rey Jorge III. 
En 1821 11 hombres del barco foquero Lord Melville fueron los primeros en sobrevivir en la isla al invierno antártico. El auge de la caza de focas hizo que en el verano de 1820-1821 hubo al menos 46 barcos en los alrededores de la isla. Para fines de 1822 la población de focas en la isla fue casi exterminada, por lo que las actividades cesaron. De esas actividades quedaron las ruinas de un muro de piedra de un refugio en punta Hennequin en la bahía Almirantazgo, y otras ruinas en la punta Suffield de la península Fildes, y en la punta Turret de la vecina isla Pingüino.
El 2 de septiembre de 1819, el buque San Telmo con 644 hombres y 74 cañones, que formaba parte de una escuadra española con destino al Callao (Perú), se dispersó del convoy de 4 buques, debido al mal tiempo y a las averías en el timón, tajamar y la verga mayor. Se dio por desaparecido hasta que las expediciones inglesas del capitán Robert Fildes (1820) y del navegante James Weddell (1822) informaron que habían encontrado restos de un buque español así como huesos de focas en la isla Rey Jorge, que podría ser el San Telmo.
Tras la recuperación de la población de focas, nuevos períodos de caza se extendieron entre 1843 y 1854 y entre 1871 y 1880.
La isla recibió algunas expediciones científicas durante el siglo XIX, entre las cuales destacan las lideradas por John Biscoe en 1832, Jules Dumont D'Urville en 1840, Charles Wilkes en 1839, y Eduard Dallmann en 1874 a bordo del Grönland. El 1 de marzo de 1874 Dallmann dejó una placa metálica en la península Potter, que desde 1972 es el Sitio y Monumento Histórico de la Antártida SMH 36: Placa de la Expedición Dallman conservado por Argentina.
El 28 de enero de 1906 el buque factoría ballenero Admiralen llegó a la isla escoltado por los balleneros Hauken y Ornen, iniciando la actividad de caza de cetáceos en la zona de la bahía Almirantazgo. En 1908 el barco ballenero Telephone se accidentó en las rocas a la entrada de la bahía y las instalaciones en tierra fueron abandonadas. Al año siguiente el barco fue rescatado y las operaciones se establecieron en la isla Decepción.

## Bases antárticas

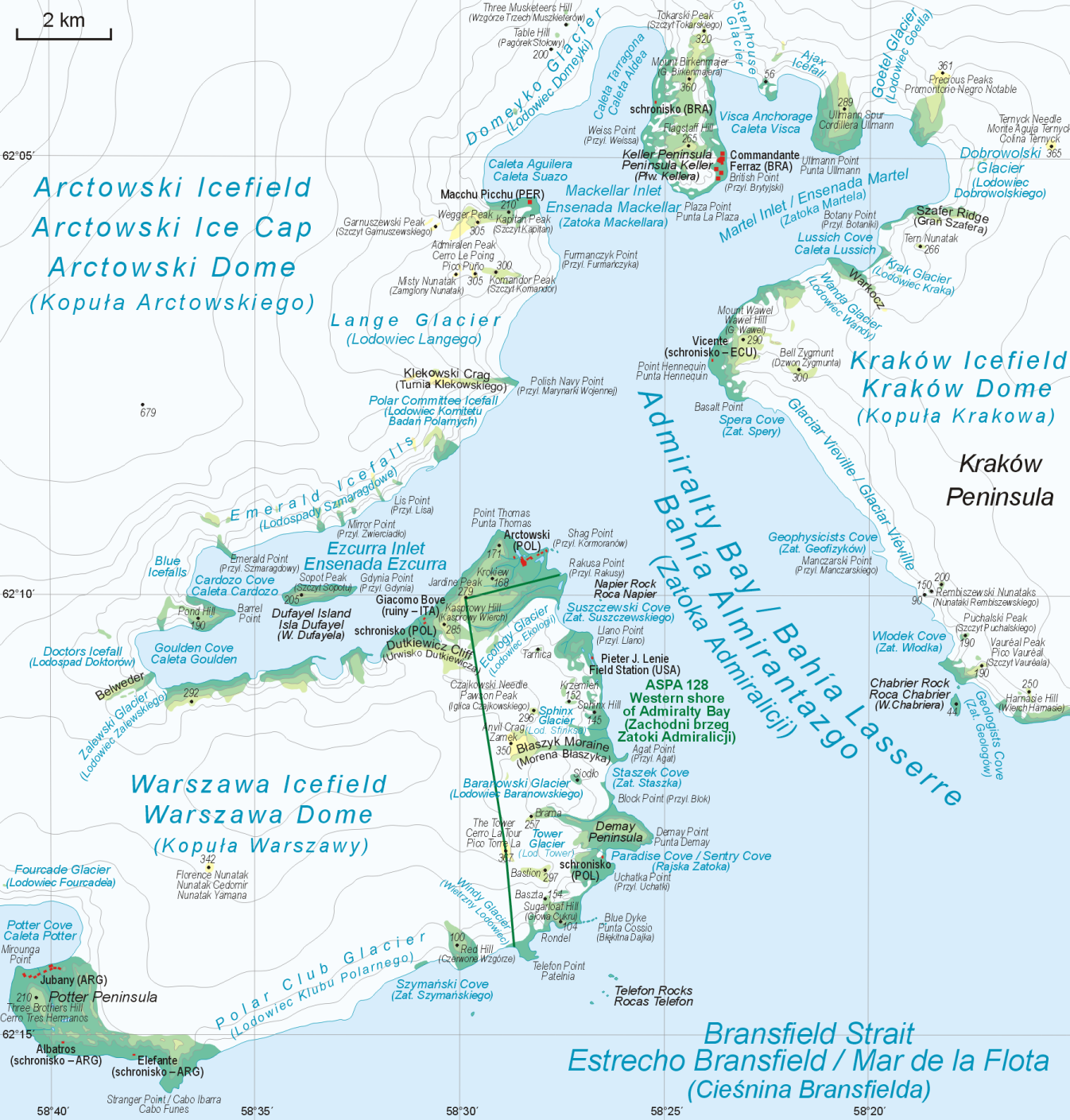
Mapa de la Bahía Almirantazgo mostrando sus instalaciones.

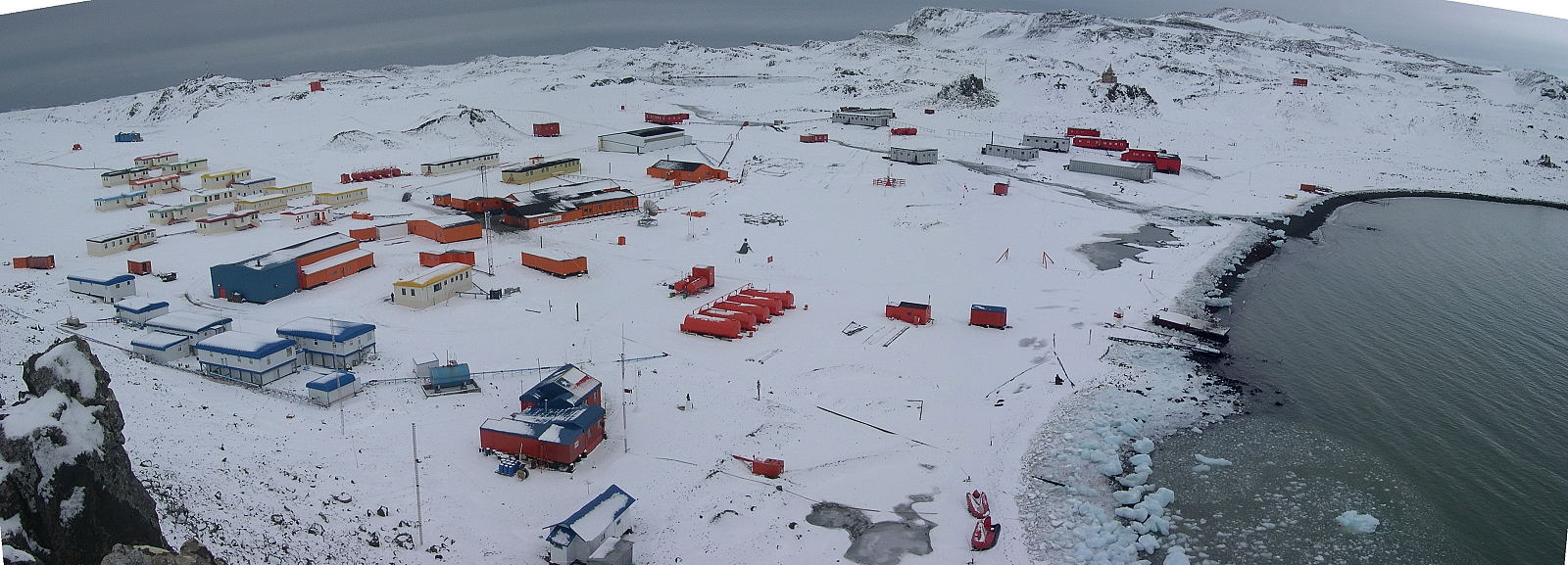
Villa Las Estrellas, en la Base Presidente Eduardo Frei Montalva de Chile, es el único asentamiento civil permanente de la isla y se encuentra junto al aeródromo Teniente Rodolfo Marsh Martin.

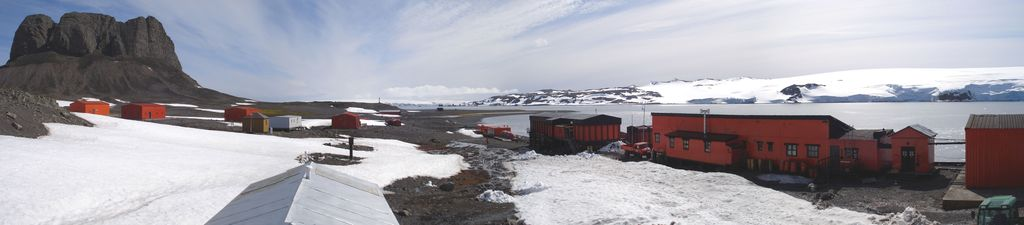
Panorámica de la base Carlini de Argentina en caleta Potter, incluye el Laboratorio Dallmann conjunto con Alemania.

La primera instalación moderna en la isla fue la base G o base Bahía Almirantazgo (Station G — Admiralty Bay) del Falkland Islands Dependencies Survey del Reino Unido, inaugurada el 18 de enero de 1947 en la ensenada Martel de la península Keller en la bahía Almirantazgo (62°05′S 58°25′O / -62.083, -58.417). Los dos primeros edificios de la base permaneciendo ocupados hasta el 23 de marzo de 1947. Volvió a ocuparse en enero de 1948 y otra cabaña fue erigida el 14 de febrero de ese año, pero en 1950 se trasladó sus operaciones a la base H en las Orcadas del Sur. Durante el Año Geofísico Internacional de 1957-1958 la base sirvió para realizar observaciones sobre glaciología. El 19 de enero de 1961 la base fue cerrada y sus restos fueron retirados por la base brasileña Ferraz entre julio de 1995 y febrero de 1996, permaneciendo solo los cimientos de concreto.
Cerca de la base G la Armada Argentina inauguró el refugio Ensenada Martel en la ensenada homónima el 30 de diciembre de 1947. También inauguró el refugio Potter el 21 de noviembre de 1953 en la caleta Potter de la bahía Guardia Nacional, que tras ser ampliado el 12 de febrero de 1982 pasó a ser la Base Jubany. En 2012 su nombre fue cambiado a base Carlini en honor al fallecido Dr. Alejandro Carlini, quien realizó un importante número de investigaciones al respecto de los mamíferos marinos que habitan esta región de la Antártida.
Es la isla que concentra la mayor cantidad de bases en la Antártida. La mayor es la base Frei (Chile, en península Fildes), que incluye el aeródromo Teniente Rodolfo Marsh Martin (los vuelos salen principalmente desde Punta Arenas y son operados en buena parte por el Grupo DAP) y el poblado civil de Villa Las Estrellas. Otras bases son Escudero (Chile, en península Fildes), Bellingshausen (Rusia, en la península Fildes), Gran Muralla (República Popular China, en península Fildes), King Sejong (Corea del Sur, en la península o punta Barton), Carlini (de Argentina, en caleta Potter, incluye el Laboratorio Dallmann conjunto con Alemania), Arctowsky (Polonia, en la punta Rakusa de la bahía Almirantazgo), Machu Picchu (Perú), en la ensenada Mackellar de la bahía Almirantazgo), Artigas (Uruguay, en la península Fildes), y Comandante Ferraz (de Brasil, en península Keller, bahía Almirantazgo). Estados Unidos mantiene en la bahía Almirantazgo la pequeña Base Copacabana (Copacabana Field Station / Captain Pieter J. Lenie Field Station) (62°10′00″S 58°28′00″O / -62.16667, -58.46667), con capacidad para 5 personas.
Cerca de la base rusa Bellingshausen se encuentra la Iglesia de la Santa Trinidad, la iglesia ortodoxa rusa que más cerca está del polo sur.
Existen varios refugios en la isla, entre ellos: refugio Elefante, refugio Albatros, ambos en la península Potter (Argentina); refugio República del Ecuador (Ecuador, inaugurado en 1990 en punta Hennequin, bahía Almirantazgo). El campamento Giacomo Bove fue establecido en 1976 por una expedición privada de Italia en la ensenada Ezcurra de la bahía Almirantazgo. Fue ocupado entre enero y febrero de 1976 y destruido en el verano siguiente. El refugio Padre Rambo de Brasil en la península Fildes fue establecido en diciembre de 1985 y operó hasta 1990. En diciembre de 2004 fue demolido debido a su deterioro.
La isla Ardley, que se creyó que era una península hasta 1935, se halla dentro de la bahía Fildes de la isla Rey Jorge, y en ella se encuentran: Refugio Naval Teniente Ballvé (Argentina, inaugurado el 6 de diciembre de 1953 como refugio Península Ardley); refugio Ardley (o Ripamonti II) de Chile, que fue transferido en febrero de 1997 por Alemania habiendo pertenecido a la República Democrática Alemana; refugio Julio Ripamonti de Chile (de verano), inaugurado en enero de 1982.

## Fauna
En la fauna se cuentan: el pingüino papúa (Pygoscelis papua), el pingüino barbijo (Pygoscelis antarctica), la foca de Weddell (Leptonychotes weddellii), la foca leopardo (Hydrurga leptonyx), el elefante marino del sur (Mirounga leonina).

## Reclamaciones territoriales
Argentina incluye a la isla en el departamento Antártida Argentina dentro de la provincia de Tierra del Fuego, Antártida e Islas del Atlántico Sur; para Chile forma parte de la comuna Antártica de la provincia Antártica Chilena dentro de la Región de Magallanes y de la Antártica Chilena; y para el Reino Unido integra el Territorio Antártico Británico. Las tres reclamaciones están sujetas a los términos del Tratado Antártico.
Nomenclatura de los países reclamantes:
- Argentina: isla 25 de Mayo
- Chile: isla Rey Jorge
- Reino Unido: King George Island